# Anoctus myrmecophilus
Anoctus myrmecophilus là một loài bọ cánh cứng trong họ Bọ hung (Scarabaeidae).